# Jastrzębie Skarszewskie
Jastrzębie Skarszewskie – osada kociewska w Polsce położona w województwie pomorskim, w powiecie starogardzkim, w gminie Skarszewy. Osada wchodzi w skład sołectwa Obozin.
W latach 1975–1998 miejscowość administracyjnie należała do województwa gdańskiego.